# Schreibstoff

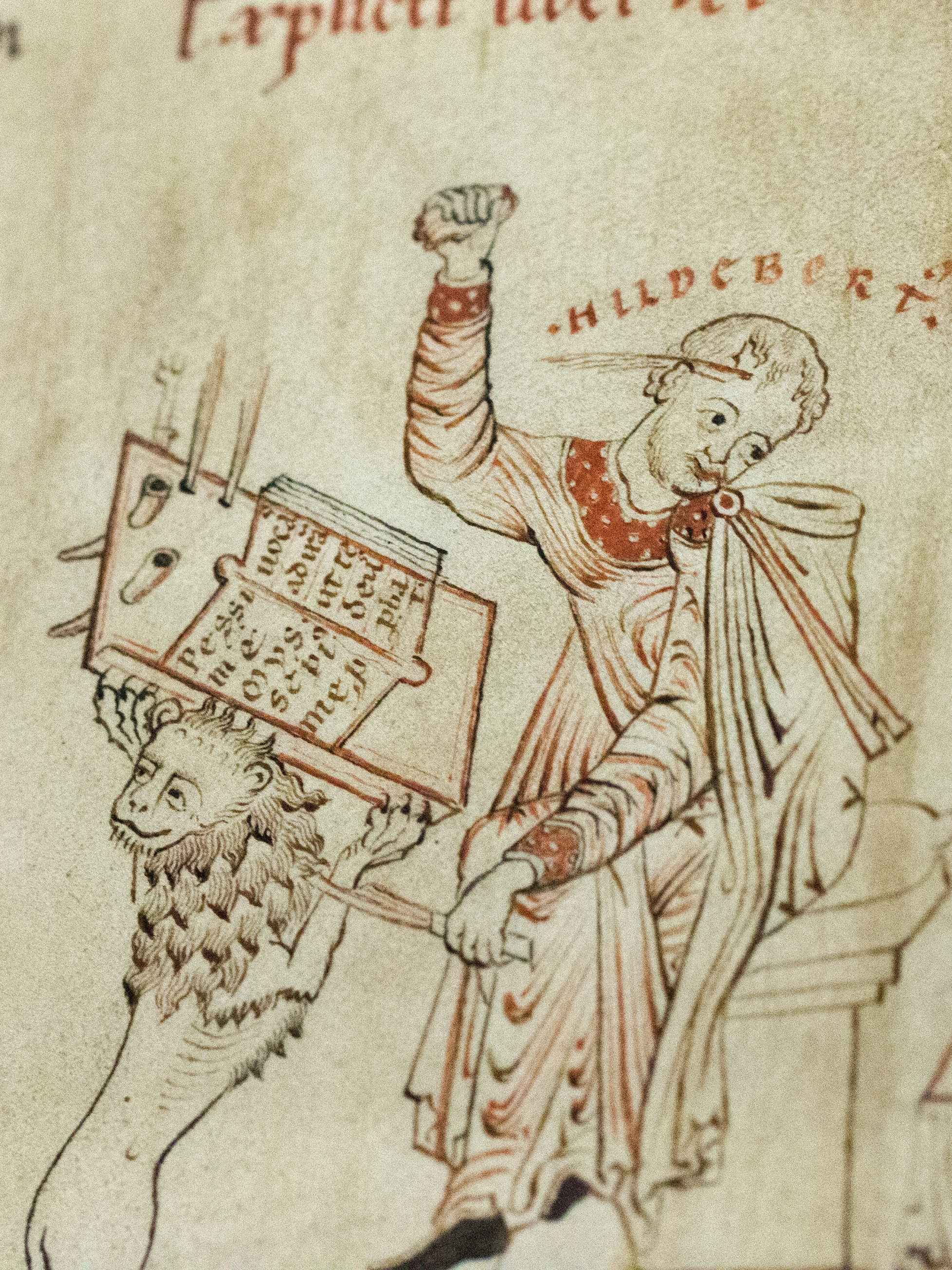
Der Schreiber Hildebert mit seinen Werkzeugen, Mitte 12. Jahrhundert

Schreibstoffe nennt man in der Paläographie die Materialien und Geräte, mit denen man schrieb oder die man sonst beim Schreiben gebrauchte.
Neben der Tinte, den Farben und den eigentlichen Schreibgeräten wie Schreibrohr oder Federkiel gehören dazu auch Dinge wie Lineal oder Radiermesser. Nicht zu den Schreibstoffen zählt man normalerweise die Materialien, auf denen man schrieb; diese werden als Beschreibstoffe bezeichnet.